# NGC 1313
NGC 1313 est une galaxie spirale barrée relativement rapprochée et située dans la constellation du Réticule. Elle a été découverte par l'astronome écossais James Dunlop en 1826.

## Caractéristiques
La classe de luminosité de NGC 1313 est IV et elle présente une large raie HI. Elle renferme également des régions d'hydrogène ionisé. De plus, c'est une galaxie du champ, c'est-à-dire qu'elle n'appartient pas à un amas ou un groupe et qu'elle est donc gravitationnellement isolée.

### Distance
Sa vitesse par rapport au fond diffus cosmologique est de 441 ± 3 km/s, ce qui correspond à une distance de Hubble de 6,51 ± 0,46 Mpc (∼21,2 millions d'al).
À ce jour, 19 mesures non basées sur le décalage vers le rouge (redshift) donnent une distance de 4,130 ± 0,361 Mpc (∼13,5 millions d'al), ce qui est à l'intérieur des valeurs de la distance de Hubble. Étant donné la proximité de cette galaxie avec le Groupe local, cette valeur est peut-être plus près de la distance réelle de cette galaxie.

### Luminosité dans l'infrarouge
La luminosité de NGC 1313 dans l'infrarouge lointain (de 40 à 400 µm)  est égale à 1,29 × 109 {\displaystyle L_{\odot }} (109,11{\displaystyle L_{\odot }}) et sa luminosité totale dans l'infrarouge (de 8 à 1 000 µm) est de 1,51 × 109 {\displaystyle L_{\odot }} (109,18{\displaystyle L_{\odot }}).

## Morphologie

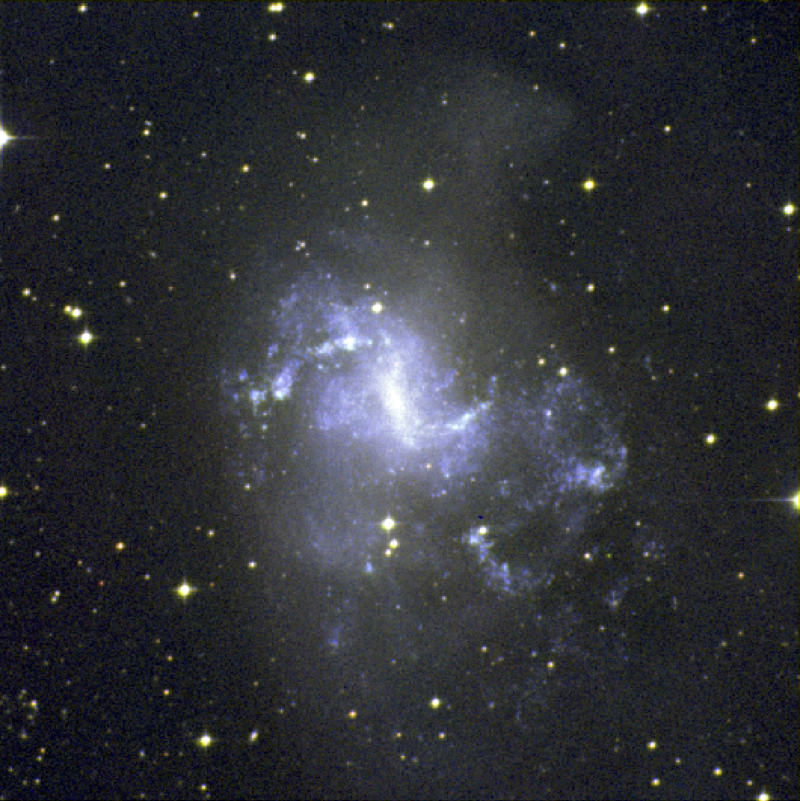
De grandes régions autour de NGC 1313 montrent des signes évidents d'un passé trouble dont l'origine est un mystère. (ESO)

NGC 1313 a été utilisée par Gérard de Vaucouleurs comme une galaxie de type morphologique SB(s)dm dans son atlas des galaxies,.
NGC 1313 partage certaines caractéristiques avec deux petites galaxies satellites de la Voie lactée, les Nuages de Magellan. Elle a une forme spirale barrée avec des bras spiraux faiblement enroulés attachés à l'extrémité de sa barre. L'apparence de cette galaxie suggère qu'elle a connu un passé trouble. Ses bras spiraux sont inégaux et plusieurs globules de gaz y sont présents. De plus, des observations réalisées avec le télescope de 3,6 m de La Silla révèlent que le centre autour duquel tournent ces globules ne coïncide pas avec le centre de la barre, un autre signe de perturbation passée,. Une étude sur la répartition des étoiles montre également une interaction passée entre NGC 1313 et une plus petite galaxie.
La distribution des gaz interstellaires est également inconsistante avec les modèles, car son disque présente une étonnante uniformité chimique. Il est nécessaire de faire appel à des supernovas pour expliquer l'apparente uniformité chimique du disque de NGC 1313.

## Le taux de formation d'étoiles, une énigme

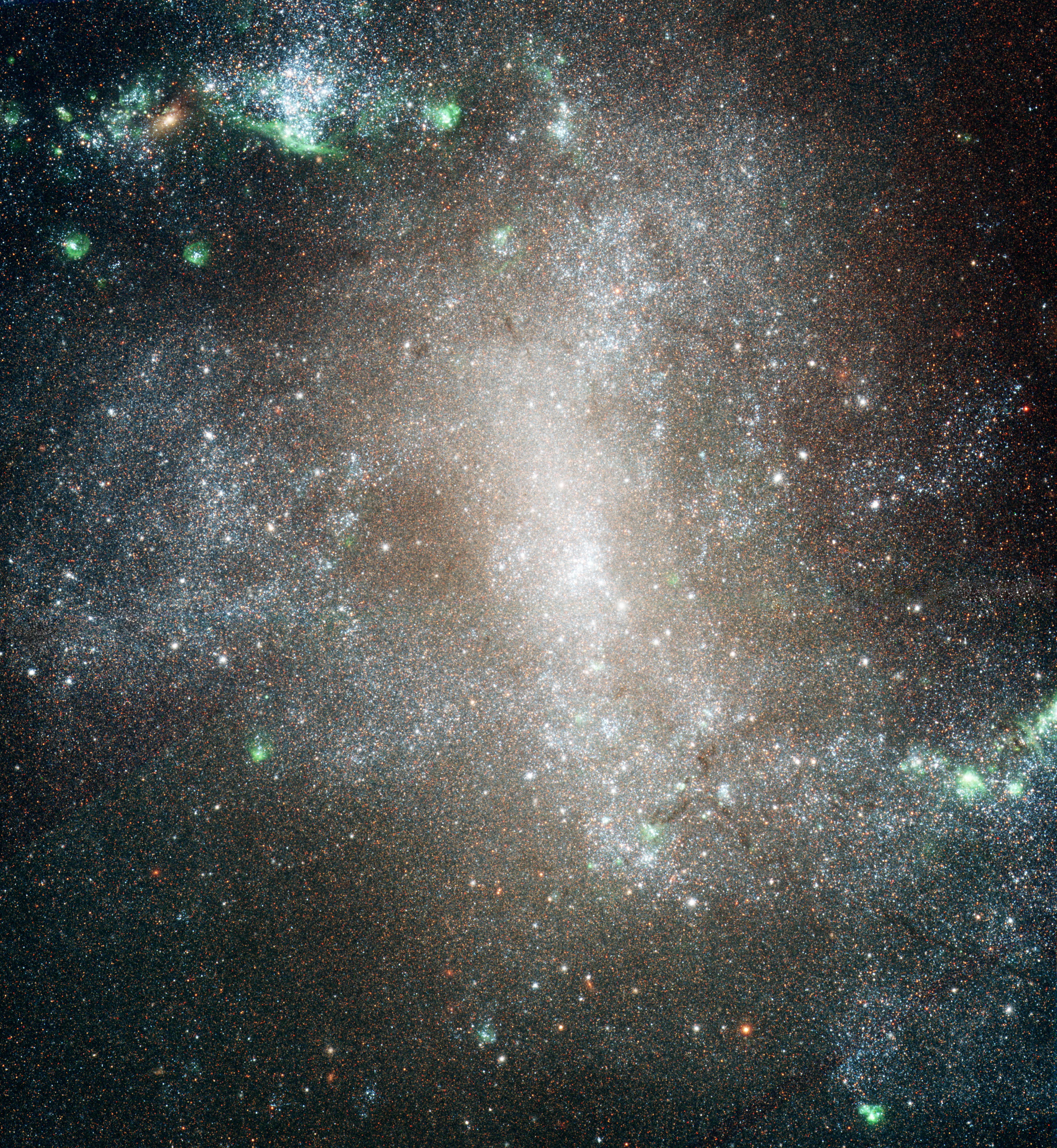
NGC 1313 par le télescope spatial Hubble. L'image captée par Hubble montre que d'innombrables étoiles bleues de type B sont présentes dans la galaxie.

De nombreux lieux de formation d'étoiles et plusieurs amas ouverts de jeunes étoiles sont présents dans les bras de cette galaxie, ainsi que des superbulles associées à ces étoiles. Les radiations de ces jeunes étoiles chaudes inondent les gaz présents dans la galaxie créant de jolis motifs de lumière et de nébuleuses sombres. NGC 1313 est donc une galaxie à sursauts de formation d'étoiles. Une fraction importante des jeunes étoiles de type B est dispersée dans la galaxie en dehors des amas ouverts. Cette dispersion indique que les amas sont rapidement dispersés dans la galaxie.

Mais, elle présente l'un des problèmes les plus énigmatiques rencontrés par les astronomes. Dans la plupart des galaxies à sursaut de formation d'étoiles, le taux de formation stellaire élevé provient d'une rencontre rapprochée ou encore d'une fusion de deux galaxies,. Mais étrangement, NGC 1313 semble être une galaxie gravitationnellement isolée. On se demande donc quelle est la cause de l'asymétrie de cette galaxie et de son taux extraordinaire de formation d'étoiles,.

## Trous noirs intermédiaires, une autre énigme

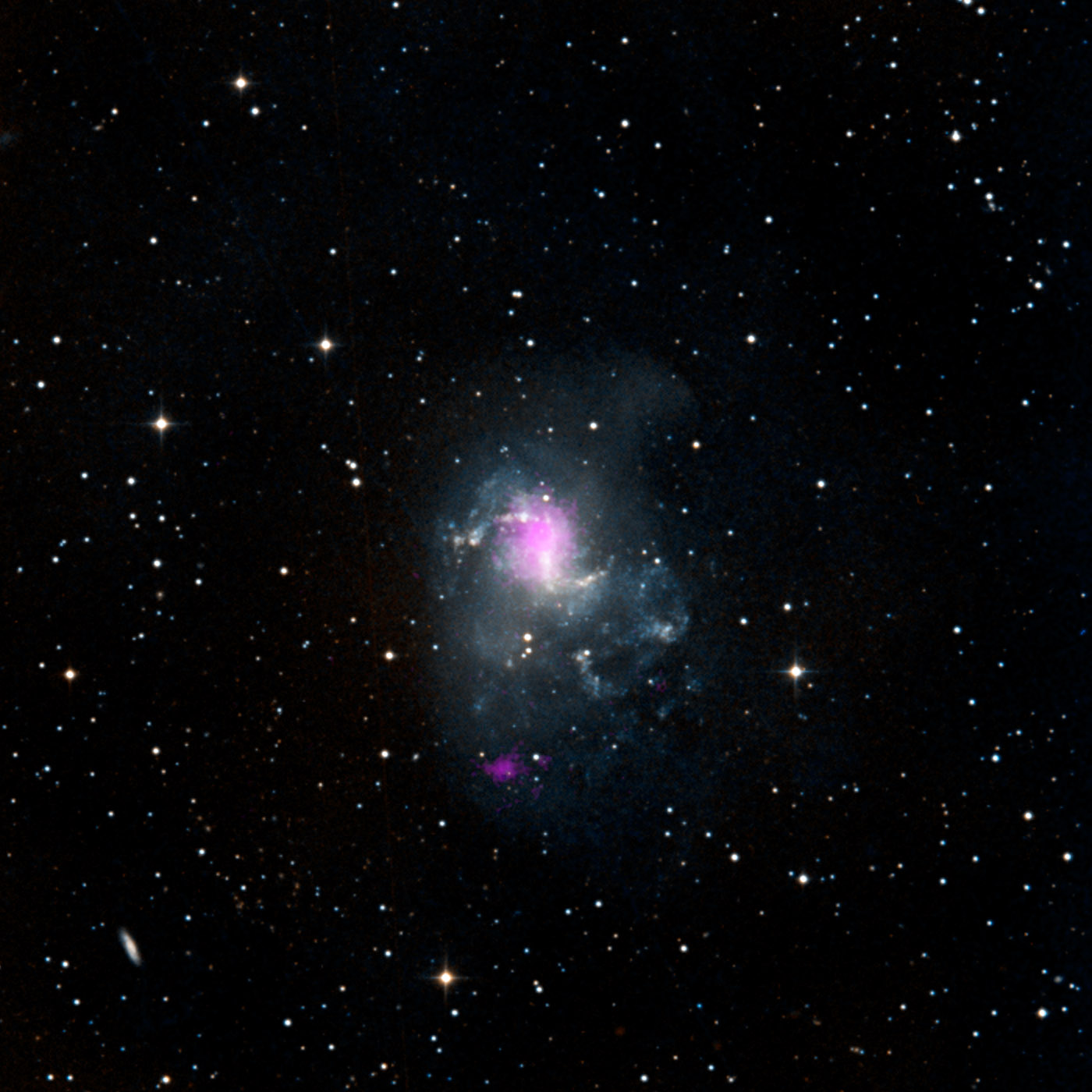
Les taches magneta de cette image montrent la position de deux trous noirs à l'origine des sources X ultralumineuses (Crédit: NuSTAR et DSS)

Des observations dans le domaine des rayons X révèlent la présence de deux sources X ultralumineuses,,,. Les astronomes pensent qu'il pourrait s'agir de trous noirs intermédiaires dont la masse serait de quelques milliers de masses solaires faisant partie d'un système binaire. La formation de tels trous noirs ne provenant pas de la mort d'une étoile massive n'est pas encore expliquée,,.

## Supernova
Deux supernovas ont été découvertes dans NGC 1313 : SN 1962M et SN 1978K.

### SN 1962M
Cette supernova a été découverte le 26 novembre 1962 par l'astronome argentin José Luis Sérsic (en). Cette supernova était de type II.

### SN 1978K
Cette supernova a été découverte le 31 juillet 1978 par Ryder et al.. Cette supernova était de type IIn.